# محوطه هومره کوسه
محوطه هومره کوسه در شهرستان سقز، بخش مرکزی، روستای کوچک واقع شده و این اثر در تاریخ ۱۰ دی ۱۳۸۱ با شمارهٔ ثبت ۶۸۴۲ به‌عنوان یکی از آثار ملی ایران به ثبت رسیده است.